# Viggen 37
Viggen 37 är en svensk dokumentärfilm från 1973 i regi av Maj Wechselmann. Filmen är en genomgång av Viggen-projektet, framtagningen av flygplanet Viggen, och innehåller intervjuer och tecknade inslag. Wechselmann fick för filmen motta 1973 års Kurt Linder-stipendium.